# David McAllister
David McAllister (Berlijn, 12 januari 1971) is een Duits politicus namens het CDU en voormalig minister-president van de deelstaat Nedersaksen.
McAllister is de zoon van een Duitse en een Schot. De advocaat was van 2001 tot 2002 burgemeester van Bad Bederkesa. In augustus 2002 werd hij secretaris-generaal van de Nedersaksische CDU. Van 2003 tot 2010 leidde hij de CDU-fractie in het deelstaatparlement. Als opvolger van Christian Wulff werd McAllister op 1 juli 2010 door het deelstaatparlement gekozen tot minister-president. Na de deelstaatverkiezingen van 2013 verloor de coalitie in de landdag en werd McAllister opgevolgd door Stephan Weil van de SPD.
Hij is van 2008 tot 2016 voorzitter van de Nedersaksische CDU geweest.